# Kiri flygplats
Kiri flygplats är en statlig flygplats vid orten Kiri i Kongo-Kinshasa. Den ligger i provinsen Mai-Ndombe, i den centrala delen av landet, 500 km nordost om huvudstaden Kinshasa. Kiri flygplats ligger 309 meter över havet. IATA-koden är KRZ och ICAO-koden FZBT. Kiri flygplats hade 46 starter och landningar, samtliga inrikes, med totalt 141 passagerare, 1 ton inkommande frakt och 3 ton utgående frakt 2015.